# Бечићи
Бечићи (рус. Бечичи) су насељено мјесто у општини Будва у Црној Гори. Према попису из 2023. било је 1.046  становника.
Налази се североисточно од Будве. Бечићи имају плажу дугу 1950 m, која је међу најлепшим у Црној Гори и јужном Јадрану. Плажа је 1935. добила Гран при у Паризу за најлепшу плажу у Европи.
У Бечиће је уложено много новца током последњих година, а најзначајнија инвестиција је изградња хотела „Сплендид“, која је стајала 70 милиона евра. Такође, и остали велики хотели су реновирани.

## Демографија
У насељу Бечићи живи 625 пунолетних становника, а просечна старост становништва износи 37,5 година (37,5 код мушкараца и 37,5 код жена). У насељу има 248 домаћинстава, а просечан број чланова по домаћинству је 3,10.
Становништво у овом насељу веома је хетерогено, а у последња три пописа, примећен је пораст у броју становника.
Према попису из 2023. године, релативну већину су чинили Руси (28,78%), а од осталих народа највише је било Црногораца (25,43%), Срба (25,05%) и Украјинаца (10,52%). Највеће је насеље у Црној Гори чије је становништво већински руско.
|             | \| Демографија[2][3] \| Демографија[2][3] \| Демографија[2][3] \| \| Година \| Становника \| Становника \| \| ----------------- \| ----------------- \| ----------------- \| \| \| \| \| \| \| \| \| \| \| \| \| \| \| \| \| \| 1948. \| 43 \| \| \| 1953. \| 44 \| \| \| 1961. \| 40 \| \| \| 1971. \| 84 \| \| \| 1981. \| 171 \| \| \| 1991. \| 726 \| 713 \| \| 2003. \| 777 \| 771 \| \| 2011. \| \| 895 \| \| 2023. \| \| 1.046 \| |            |
| Демографија | |            |
| Година      | Становника | Становника |
|             | |            |
|             | |            |
|             | |            |
|             | |            |
| 1948.       | 43 |            |
| 1953.       | 44 |            |
| 1961.       | 40 |            |
| 1971.       | 84 |            |
| 1981.       | 171 |            |
| 1991.       | 726 | 713        |
| 2003.       | 777 | 771        |
| 2011.       | | 895        |
| 2023.       | | 1.046      |

| Етнички састав према попису из 2003.‍ | Етнички састав према попису из 2003.‍ | Етнички састав према попису из 2003.‍ | Етнички састав према попису из 2003.‍ | Етнички састав према попису из 2003.‍ |
| ------------------------------------ | ------------------------------------ | ------------------------------------ | ------------------------------------ | ------------------------------------ |
|                                      |                                      |                                      |                                      |                                      |
| Срби                                 | Срби                                 |                                      | 405                                  | 52,52%                               |
| Црногорци                            | Црногорци                            |                                      | 264                                  | 34,24%                               |
| Хрвати                               | Хрвати                               |                                      | 12                                   | 1,55%                                |
| Муслимани                            | Муслимани                            |                                      | 5                                    | 0,64%                                |
| Југословени                          | Југословени                          |                                      | 5                                    | 0,64%                                |
| Немци                                | Немци                                |                                      | 1                                    | 0,12%                                |
| Мађари                               | Мађари                               |                                      | 1                                    | 0,12%                                |
| Македонци                            | Македонци                            |                                      | 1                                    | 0,12%                                |
| непознато                            | непознато                            |                                      | 0                                    | 0,0%                                 |

| Етнички састав према попису из 2023.‍ | Етнички састав према попису из 2023.‍ | Етнички састав према попису из 2023.‍ | Етнички састав према попису из 2023.‍ | Етнички састав према попису из 2023.‍ |
| ------------------------------------ | ------------------------------------ | ------------------------------------ | ------------------------------------ | ------------------------------------ |
|                                      |                                      |                                      |                                      |                                      |
| Руси                                 | Руси                                 |                                      | 301                                  | 28,78%                               |
| Црногорци                            | Црногорци                            |                                      | 266                                  | 25,43%                               |
| Срби                                 | Срби                                 |                                      | 262                                  | 25,05%                               |
| Украјинци                            | Украјинци                            |                                      | 110                                  | 10,52%                               |
| Белоруси                             | Белоруси                             |                                      | 14                                   | 1,34%                                |
| Остали                               | Остали                               |                                      | 64                                   | 6,12%                                |
| Неизјашњени                          | Неизјашњени                          |                                      | 29                                   | 2,77%                                |

| Језички састав према попису из 2023.‍ | Језички састав према попису из 2023.‍ | Језички састав према попису из 2023.‍ | Језички састав према попису из 2023.‍ | Језички састав према попису из 2023.‍ |
| ------------------------------------ | ------------------------------------ | ------------------------------------ | ------------------------------------ | ------------------------------------ |
|                                      |                                      |                                      |                                      |                                      |
| Српски                               | Српски                               |                                      | 358                                  | 34,23%                               |
| Руски                                | Руски                                |                                      | 345                                  | 32,98%                               |
| Црногорски                           | Црногорски                           |                                      | 185                                  | 17,69%                               |
| Украјински                           | Украјински                           |                                      | 80                                   | 7,65%                                |
| Турски                               | Турски                               |                                      | 10                                   | 0,96%                                |
| Остали                               | Остали                               |                                      | 53                                   | 5,07%                                |
| Неизјашњени                          | Неизјашњени                          |                                      | 15                                   | 1,43%                                |

| \| \| м \| \| \| ж \| \| ? \| 2 \| \| \| 0 \| \| 80+ \| 4 \| \| \| 3 \| \| 75—79 \| 4 \| \| \| 11 \| \| 70—74 \| 12 \| \| \| 11 \| \| 65—69 \| 21 \| \| \| 18 \| \| 60—64 \| 23 \| \| \| 15 \| \| 55—59 \| 23 \| \| \| 20 \| \| 50—54 \| 37 \| \| \| 47 \| \| 45—49 \| 29 \| \| \| 31 \| \| 40—44 \| 15 \| \| \| 31 \| \| 35—39 \| 19 \| \| \| 24 \| \| 30—34 \| 16 \| \| \| 28 \| \| 25—29 \| 30 \| \| \| 34 \| \| 20—24 \| 40 \| \| \| 46 \| \| 15—19 \| 24 \| \| \| 33 \| \| 10—14 \| 21 \| \| \| 21 \| \| 5—9 \| 27 \| \| \| 21 \| \| 0—4 \| 16 \| \| \| 14 \| \| Просек : \| 28 \| \| \| 1 \| |    |  |  |    |
| |    |  |  |    |
| | м  |  |  | ж  |
| ? | 2  |  |  | 0  |
| 80+ | 4  |  |  | 3  |
| 75—79 | 4  |  |  | 11 |
| 70—74 | 12 |  |  | 11 |
| 65—69 | 21 |  |  | 18 |
| 60—64 | 23 |  |  | 15 |
| 55—59 | 23 |  |  | 20 |
| 50—54 | 37 |  |  | 47 |
| 45—49 | 29 |  |  | 31 |
| 40—44 | 15 |  |  | 31 |
| 35—39 | 19 |  |  | 24 |
| 30—34 | 16 |  |  | 28 |
| 25—29 | 30 |  |  | 34 |
| 20—24 | 40 |  |  | 46 |
| 15—19 | 24 |  |  | 33 |
| 10—14 | 21 |  |  | 21 |
| 5—9 | 27 |  |  | 21 |
| 0—4 | 16 |  |  | 14 |
| Просек : | 28 |  |  | 1  |

| Број домаћинстава према пописима из периода 1948—2003. | Број домаћинстава према пописима из периода 1948—2003. | Број домаћинстава према пописима из периода 1948—2003. | Број домаћинстава према пописима из периода 1948—2003. | Број домаћинстава према пописима из периода 1948—2003. | Број домаћинстава према пописима из периода 1948—2003. | Број домаћинстава према пописима из периода 1948—2003. | Број домаћинстава према пописима из периода 1948—2003. |
| Година пописа                                          | 1948.                                                  | 1953.                                                  | 1961.                                                  | 1971.                                                  | 1981.                                                  | 1991.                                                  | 2003.                                                  |
| ------------------------------------------------------ | ------------------------------------------------------ | ------------------------------------------------------ | ------------------------------------------------------ | ------------------------------------------------------ | ------------------------------------------------------ | ------------------------------------------------------ | ------------------------------------------------------ |
| Број домаћинстава                                      | 12                                                     | 11                                                     | 10                                                     | 21                                                     | 52                                                     | 226                                                    | 251                                                    |

| Број домаћинстава по броју чланова према попису из 2003. | Број домаћинстава по броју чланова према попису из 2003. | Број домаћинстава по броју чланова према попису из 2003. | Број домаћинстава по броју чланова према попису из 2003. | Број домаћинстава по броју чланова према попису из 2003. | Број домаћинстава по броју чланова према попису из 2003. | Број домаћинстава по броју чланова према попису из 2003. | Број домаћинстава по броју чланова према попису из 2003. | Број домаћинстава по броју чланова према попису из 2003. | Број домаћинстава по броју чланова према попису из 2003. | Број домаћинстава по броју чланова према попису из 2003. | Број домаћинстава по броју чланова према попису из 2003. |
| Број чланова                                             | 1                                                        | 2                                                        | 3                                                        | 4                                                        | 5                                                        | 6                                                        | 7                                                        | 8                                                        | 9                                                        | 10 и више                                                | Просек                                                   |
| -------------------------------------------------------- | -------------------------------------------------------- | -------------------------------------------------------- | -------------------------------------------------------- | -------------------------------------------------------- | -------------------------------------------------------- | -------------------------------------------------------- | -------------------------------------------------------- | -------------------------------------------------------- | -------------------------------------------------------- | -------------------------------------------------------- | -------------------------------------------------------- |
| Број домаћинстава                                        | 248                                                      | 52                                                       | 47                                                       | 34                                                       | 67                                                       | 37                                                       | 10                                                       | 1                                                        | 0                                                        | 0                                                        | 0                                                        |

| Пол    | Укупно | Неожењен/Неудата | Ожењен/Удата | Удовац/Удовица | Разведен/Разведена | Непознато |
| ------ | ------ | ---------------- | ------------ | -------------- | ------------------ | --------- |
| Мушки  | 299    | 100              | 186          | 5              | 7                  | 1         |
| Женски | 352    | 121              | 186          | 30             | 14                 | 1         |
| УКУПНО | 651    | 221              | 372          | 35             | 21                 | 2         |

| Пол    | Укупно                    | Пољопривреда, лов и шумарство | Рибарство                            | Вађење руде и камена | Прерађивачка индустрија       |
| ------ | ------------------------- | ----------------------------- | ------------------------------------ | -------------------- | ----------------------------- |
| Мушки  | 133                       | 0                             | 1                                    | 0                    | 3                             |
| Женски | 121                       | 0                             | 0                                    | 0                    | 5                             |
| Укупно | 254                       | 0                             | 1                                    | 0                    | 8                             |
|        |                           |                               |                                      |                      |                               |
| Пол    | Производња и снабдевање   | Грађевинарство                | Трговина                             | Хотели и ресторани   | Саобраћај, складиштење и везе |
| Мушки  | 3                         | 11                            | 15                                   | 44                   | 23                            |
| Женски | 3                         | 2                             | 18                                   | 48                   | 7                             |
| Укупно | 6                         | 13                            | 33                                   | 92                   | 30                            |
|        |                           |                               |                                      |                      |                               |
| Пол    | Финансијско посредовање   | Некретнине                    | Државна управа и одбрана             | Образовање           | Здравствени и социјални рад   |
| Мушки  | 0                         | 1                             | 10                                   | 3                    | 0                             |
| Женски | 0                         | 2                             | 12                                   | 6                    | 8                             |
| Укупно | 0                         | 3                             | 22                                   | 9                    | 8                             |
|        |                           |                               |                                      |                      |                               |
| Пол    | Остале услужне активности | Приватна домаћинства          | Екстериторијалне организације и тела | Непознато            | Непознато                     |
| Мушки  | 13                        | 0                             | 0                                    | 6                    | 6                             |
| Женски | 8                         | 0                             | 0                                    | 2                    | 2                             |
| Укупно | 21                        | 0                             | 0                                    | 8                    | 8                             |